# Simone Kuhn
Simone Kuhn (Wattwil, 2 settembre 1980) è una giocatrice di beach volley svizzera.

## Palmarès

### Europei
- 2 medaglie:
  - 1 oro (Timmendorfer Strand 2004)
  - 1 argento (Jesolo 2001)